# Black Castle (East Lothian)
Black Castle ist eine Wallburg aus der Eisenzeit mit einer Reihe von Verteidigungswällen, etwa fünf Kilometer südöstlich von Gifford in der schottischen Council Area East Lothian. Die Anlage liegt südlich der Fernstraße B6355 zwischen Darent House und der Wallburg Green Castle.
Das Fort liegt oben auf einem Hügelchen auf einer Seehöhe von 270 Metern. Es ist 120 Meter × 100 Meter groß und hat eine innere und eine äußere Ringmauer, sowie zwei Eingänge, die durch Dämme markiert sind. Westlich der Wallburg befindet sich ein Wald namens Black Castle Wood.
Die Anlage ist als Scheduled Monument klassifiziert.